# 秋田県道257号広久内角館停車場線
秋田県道257号広久内角館停車場線（あきたけんどう257ごう ひろくないかくのだてていしゃじょうせん）は、秋田県仙北市を通る一般県道である。

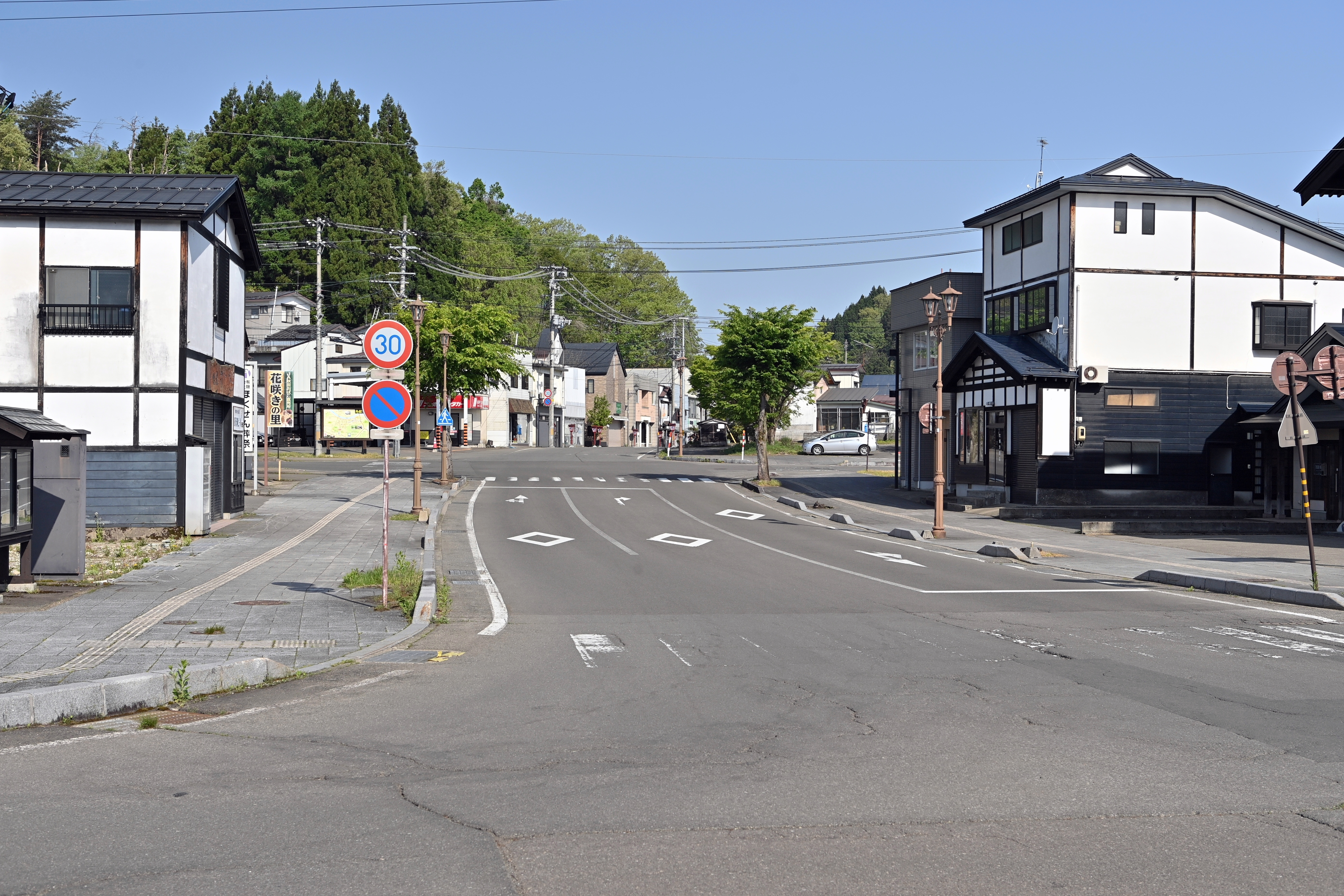
秋田県道257号広久内角館停車場線・角館駅前にて（2024年5月）

## 概要
広久内の北側で県道50号から分岐し、玉川とJR東日本 田沢湖線に並行し、角館駅手前で田沢湖線と交差し、角館駅前に至る。

### 路線データ
- 総延長：5.314 km（国道105号交差点重複20 m含む）[4]
- 実延長 : 5.294 km[4]
- 起点 : 秋田県仙北市角館町広久内字上中川原114番地先[5][1]（秋田県道50号大曲田沢湖線交点）北緯39度36分24.64秒 東経140度37分18.57秒
- 終点 : 秋田県仙北市角館町中菅沢402番5[2]（秋田県道250号日三市角館線交点、角館駅）[5]北緯39度35分32.51秒 東経140度34分10.19秒
- 未供用区間 : なし[4]

## 歴史
- 1973年（昭和48年）3月1日 - 秋田県道に認定される[5]。

## 路線状況

### 冬期閉鎖区間
- なし[6]

### 交通不能区間
- なし[7]

## 地理

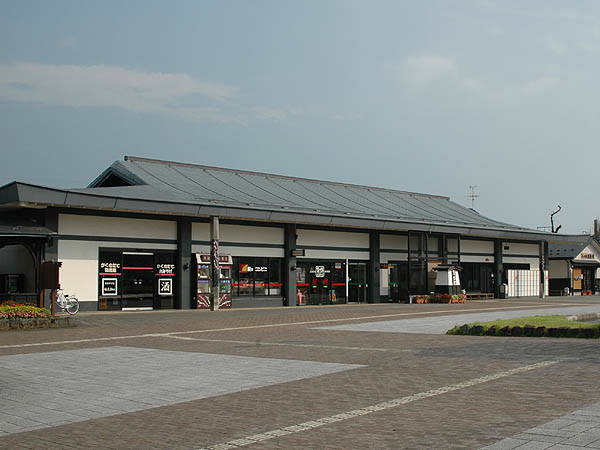
角館駅駅舎

### 交差する道路
| 施設名       | 接続路線名                | 備考 | 所在地                                                    |
| ------------ | ------------------------- | ---- | --------------------------------------------------------- |
|              | 秋田県道50号大曲田沢湖線  | 起点 | 仙北市角館町広久内                                        |
| 上菅沢交差点 | 国道105号                 |      | 仙北市角館町上菅沢北緯39度35分39.03秒 東経140度34分35.7秒 |
| 角館駅前     | 秋田県道250号日三市角館線 | 終点 | 仙北市角館町中菅沢                                        |

### 沿線の施設など
- ワンダーモールタカヤナギ
- JR東日本 秋田新幹線・田沢湖線、秋田内陸縦貫鉄道 秋田内陸線
  - 角館駅